# 米英戦争のカナダ戦線
米英戦争のカナダ戦線（べいえいせんそうのカナダせんせん）は、アメリカ合衆国とイギリスが戦った米英戦争（1812年 - 1815年）の主に五大湖地方とカナダを戦場とした一連の戦闘である。アメリカ合衆国は、カナダ征服が容易なものと考えて、カナダ駐在のイギリス軍の何倍もの戦力を投入したが、イギリス軍が巧みに抗戦し一進一退の攻防となった。ナポレオン戦争の帰趨が見えた1814年からは、イギリス軍が部隊を増強し攻勢に出たが、大きな成果には結びつかなかった。結局両軍とも目立った成果の無いまま終戦となった。

## アッパー・カナダとローワー・カナダの侵略、1812年

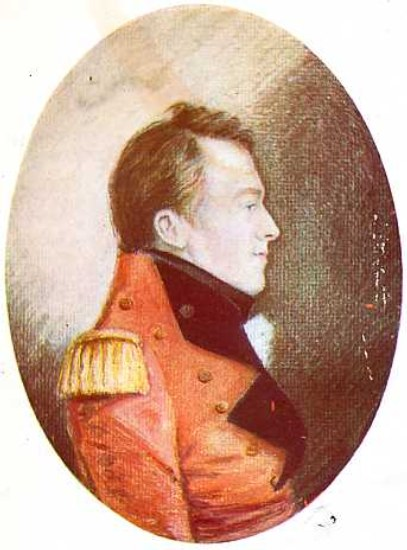
アイザック・ブロック少将

アメリカ合衆国の指導者はカナダを簡単に奪えると見ていた。前大統領トーマス・ジェファーソンは、カナダの征服について楽観的に「行軍するだけのこと」と言っていた。多くのアメリカ人がアッパー・カナダに移住しており、イギリスからもアメリカからも彼らはアメリカの側に付くと思われていた。しかし、そうならなかった。もう少し人口の多いローワー・カナダでは、イギリス帝国に強い忠誠心のある特権階級のイギリス人から、またアメリカがカナダを征服すると、プロテスタントや英国化、民主共和制および商業的資本主義の古い伝統を壊されることを恐れるフランス人特権階級から、イギリスが支持されていた。フランス人住民は、アメリカ人移民が入ってくることにより、良い土地が減っていくことによる損失を恐れていた。
1812年から1813年にかけての経験豊富なイギリス軍の戦い振りは、経験の足りないアメリカ軍指揮官を凌いだ。
地形的な事から、作戦は主に西部から始まった。エリー湖の周辺から、エリー湖とオンタリオ湖の間のナイアガラ川近くから、およびセントローレンス川地域とシャンプレイン湖から、これが1812年にアメリカ軍が始めた攻撃の3つの焦点であった。
モントリオールとケベックを占領することによりセントローレンス川を切り取ることが北アメリカにおけるイギリスの死命を制するはずではあったが、アメリカ合衆国は西部の辺境から作戦を始めた。これは、先住民族に武器を売って開拓者を襲わせていたイギリスに対する戦争を支持する人々が西部に多かったという事情にもよっていた。
イギリス軍は、ヒューロン湖のセントジョゼフ島の分遣隊が、アメリカ軍よりも早く宣戦布告を知って、1812年7月17日にアメリカの重要な交易基地であったミシガン州マキノー島を攻略して、緒戦の重要な戦果を上げた。少数の部隊で島に上陸しマキノー砦を見下ろすように大砲を据えた。アメリカ軍は驚いて即座に降伏した。この緒戦の勝利でインディアンの士気も鼓舞でき、多数のインディアンがアマーストバーグのイギリス軍の支援に動いた。
アメリカ軍の准将ウィリアム・ハルが主に民兵からなる部隊を率いて、7月12日にデトロイトからカナダ領に入った。ハルは、一度カナダの地に入ると、「名誉を。戦争の危難がお前達の前にある」と言って、すべてのイギリス兵に降伏するよう宣言を発した。ハルはインディアンと共に戦ったイギリス軍捕虜は殺すと脅した。この宣言は却ってアメリカの攻撃に対する抵抗を強固にすることになった。
ハルは脅しを掛けてはみたものの、マキノーのイギリス軍の勝利の知らせに接し、ブラウンズタウンの戦いとモンガゴンの戦いで補給線の確保が難しくなったと判断し、2,500名の部隊と共にデトロイト砦に引き返した。
イギリス軍のアイザック・ブロック少将は1,200名の部隊を連れてデトロイト砦攻略に向かった。ブロックは偽の文書を用意し、その文書がアメリカ軍の手に落ちるようにした。その文書にはデトロイト砦の奪取に5,000名のインディアン戦士がおればよいと書いてあった。ハルはインディアンとその拷問や頭皮剥ぎの脅威に怯えた。ハルはイギリス軍が実際以上に兵力があるものと思いこみ、8月16日に戦闘もしないでデトロイト砦を明け渡して降伏した。
ブロックは、アメリカ軍の将軍スティーブン・ヴァン・レンセリアが2回目の侵略を試みているエリー湖の東端に移動した。この時、アメリカが抗議していたイギリスの枢密院令（アメリカの貿易を規制する布告）を放棄することで、プレボストが停戦を実現できるかもしれないと期待して採用した一時的休戦により、ブロックはアメリカの領土を侵すことはなかった。この休戦期間が終わると、アメリカ軍は10月13日にナイアガラ川を越えた攻撃を行ったが、クィーンストン・ハイツの戦いで手痛い敗北を喫した。この戦いの間にブロックが戦死した。アメリカ軍の職業意識は戦争が進むにつれて改善されていったが、イギリス軍の指揮はブロックの死によって大きく影響された。
1812年のアメリカ軍最後の試みは、ヘンリー・ディアボーン将軍がシャンプレイン湖から北へ侵攻するというものだったが、アメリカの民兵はアメリカ領から出ていくことを拒んだので失敗した。アメリカの民兵とは対照的に、カナダの民兵はよく働いた。フランス系カナダ人は合衆国内で紛争の種になっていた反カトリックの立場をとり、アメリカ独立戦争でイギリスの為に戦った王党派はアメリカの侵略に強く抵抗した。しかし、アッパー・カナダの人口の大半は近年入植したアメリカ人であり、イギリスに対する目に見える忠誠は無かった。アメリカ軍の侵略に同調する者もいたが、アメリカ軍はイギリスに対する忠誠心の強い者達から激しい反攻を受けることになった。

## アメリカ北西部領土、1813年
ハルの降伏によって、ウィリアム・ハリソン将軍がアメリカ北西部領土のアメリカ軍指揮官となった。ハリソンは、イギリス軍のヘンリー・プロクター大佐がショーニー族のテカムセと組んで守るデトロイト砦の奪還に動いた。ハリソンが放った分遣隊が1813年1月22日、レーズン川沿いのフレンチタウンの戦いで敗北した。プロクターは捕虜をあまり護衛も付けずにおいたので、同盟インディアンが捕虜を攻撃して殺害することを防げなかった。およそ60名のアメリカ兵が殺害されたこの事件は「レーズン川の虐殺」という名前で知られることになった。この敗北でハリソンはデトロイト砦奪還を諦めたが、「レーズン川を忘れるな」という言葉がアメリカ軍を鼓舞させるものになった。 

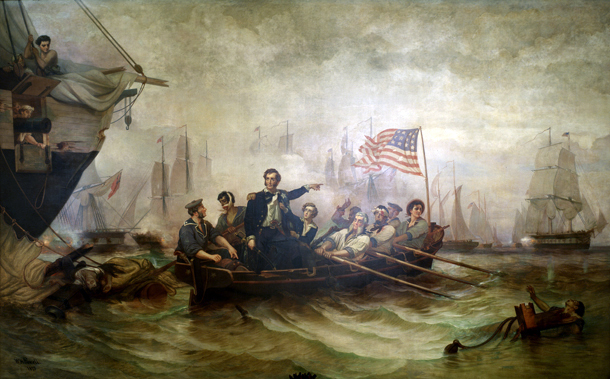
エリー湖の湖上戦

1813年5月、プロクターとテカムセはオハイオ州北部のメグズ砦を包囲した。アメリカ軍の援軍がインディアンに敗北したものの、砦は守られた。インディアンは包囲を続けられず分散し始めたので、プロクターとテカムセはカナダに戻るしかなかった。7月に再度メグズ砦を攻めたがこれも失敗した。プロクターとテカムセはインディアンの士気を上げるために、サンダスキー川の小さなアメリカ軍基地であるステファンソン砦を攻めたが、大きな損失を伴うことになり、オハイオ方面作戦を中止した。
エリー湖では、オリバー・ハザード・ペリー大尉の指揮するアメリカ軍が9月10日のエリー湖の湖上戦で勝利した。この決定的な勝利によって、アメリカ軍はエリー湖を支配し、負け続けだった軍の士気を上げ、イギリス軍はデトロイト砦から撤退することになった。さらに続いてハリソンはアッパー・カナダへの侵攻を試み、10月5日のテムズの戦いでの勝利に導いた。この戦いでテカムセが戦死した。テカムセの死によって、デトロイト地区でのイギリス軍とインディアンの同盟が消滅した。この後、アメリカ軍はデトロイトとアマーストバーグを支配することになった。

## ナイアガラの前線、1813年
陸路の情報伝達が困難であるため、五大湖とセントローレンス川回廊が重要なことであり、両軍とも1812年から1813年にかけての冬は造船に励んだ。アメリカはイギリスよりも造船能力がはるかに勝っていたが、開戦前はこの利点を生かせずイギリスの後塵を拝していた。1814年9月までにイギリスはこの米英戦争中では最大の戦艦HMSセントローレンスを進水させた。
1813年4月27日、アメリカ軍がアッパー・カナダの首都ヨーク（現在のトロント）を焼き討ちし、議会議事堂や図書館を焼き払った。しかし、イギリス軍のセントローレンス川沿いの補給と情報伝達には、オンタリオ湖の東端キングストンの方が戦略的に重要であった。キングストンを支配していなければ、アメリカ海軍は効果的にオンタリオ湖を支配できず、ローワー・カナダからのイギリス軍の補給線を分断することが叶わなかった。
5月27日、アメリカ軍の水陸両面作戦によりオンタリオ湖からナイアガラ川北端のジョージ砦を攻撃し、大きな損失もなく占領した。しかし、撤退するイギリス軍を追わなかったために、大量の脱出を許し、再組織されたイギリス軍が6月5日のストーニー・クリークの戦いで反撃した。6月24日、王党派の女性ローラ・セコールの通報に助けられて、イギリス軍はビーバー・ダムズの戦いで、イギリス軍とインディアン合わせても数的に劣勢であったにも拘わらず、別のアメリカ部隊を降伏させた。アメリカ軍はアッパー・カナダの侵攻を中止した。
12月10日、アメリカ軍の将軍マックルアによるニューアーク（今日のナイアガラオンザレイク）の焼き討ちは、市民の家屋が主に破壊されたためにイギリス人やカナダ人を怒らせた。多くの者は隠れ場所もなく雪の中で凍えて死ぬ者もいた。これに対する報復としてイギリス軍は12月30日にニューヨーク州バッファローの町を同じように破壊した。
オンタリオ湖では、ジェイムズ・ルーカス・ヨー卿が1813年5月15日に指揮を執り、アイザック・ショーンシー指揮のアメリカ軍よりも行動性には富むが攻撃性には劣る部隊を作り上げた。ヨーとジョージ・プレボスト総督が仕掛けたサケッツ港の戦いは反撃された。8月と9月に行われた3回の湖上戦はどれも決着が着かなかった。
1814年にヨーが作り上げた戦艦HMSセントローレンスは搭載大砲112門の一級船であり、イギリスの水軍力を優位にし、オンタリオ湖を支配させた。

## セントローレンス川とローワー・カナダ

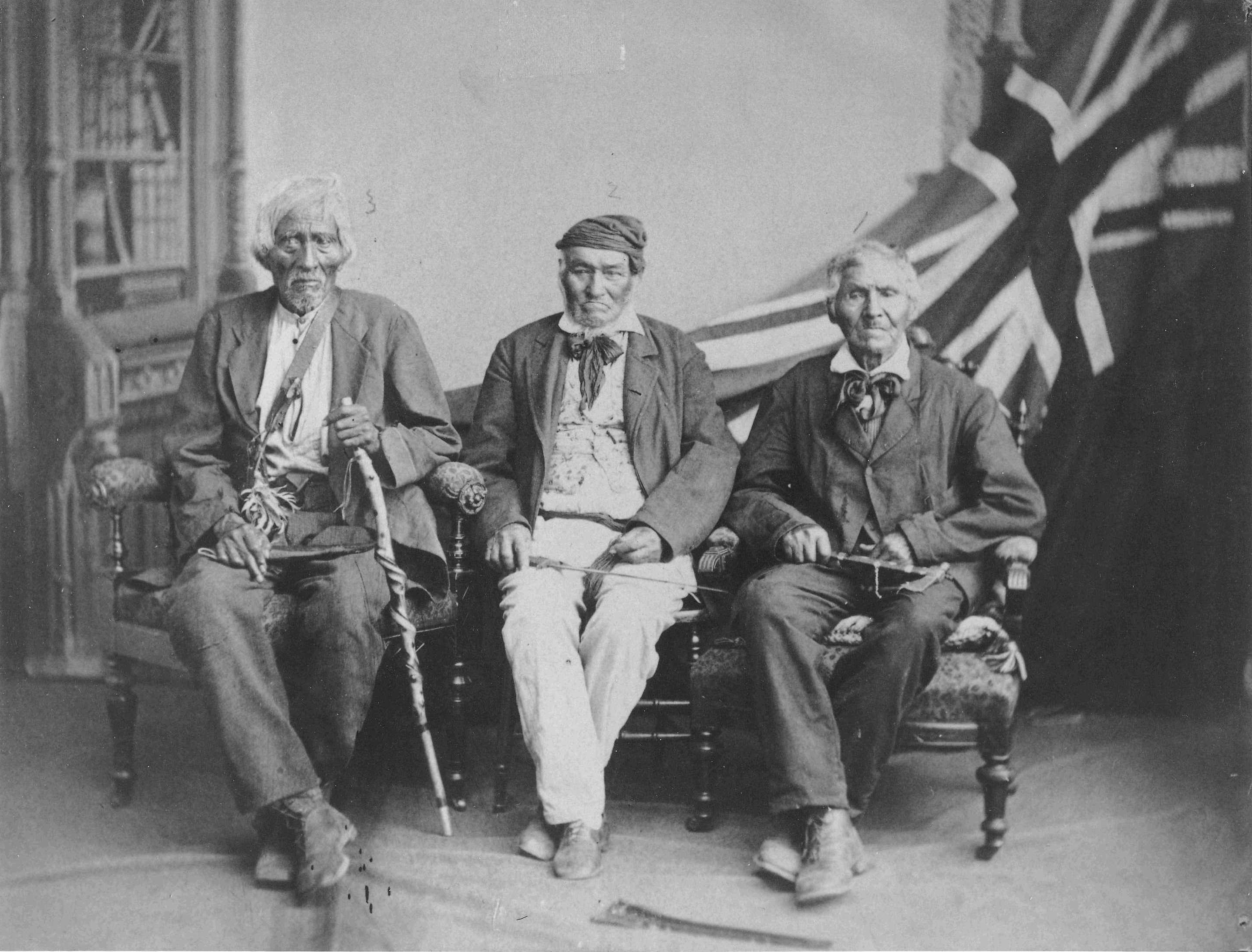
米英戦争を戦ったイロコイ族の古参兵

イギリス軍にとって、セントローレンス川沿いの一帯が潜在的に脆弱な地域であり、アッパー・カナダと合衆国の間の前線になった。戦争の初期、川を越えての不法な交易が多く続けられたが、1812年から1813年にかけての冬、アメリカ軍は川のアメリカ側岸にあるオグデンスバーグから一連の襲撃を行い、イギリス軍の川を遡上する補給部隊の邪魔をした。
1813年2月21日、ジョージ・プレボスト総督はプレスコットからアッパー・カナダのための増援部隊を連れて川の向こう岸に上陸した。プレボストが翌日立ち去るときに、増援部隊とそこの民兵が攻撃を仕掛け、オグデンスバーグの戦いでアメリカ軍を撤退させた。戦争の残り期間、オグデンスバーグにはアメリカ守備兵がおらず、オグデンスバーグの多くの住人が戻ってプレスコットとの交易を行った。このイギリス軍の勝利によって、セントローレンス川上流にはアメリカ正規兵軍がいなくなり、イギリスはモントリオールとの連絡を確保できた。
1813年遅く、アメリカ軍は多くの議論の後に、モントリオールを2方面から襲撃しようとした。最終的な作戦は、ウェイド・ハンプトン少将がシャンプレイン湖から北へ行軍し、オンタリオ湖のサケット港から船で下ったジェイムズ・ウィルキンソン指揮する部隊と合流するというものだった。
ハンプトンは悪路に阻まれ、補給物資の問題もあり、また彼の作戦を支持することに条件を付けたウィルキンソンをひどく嫌っていたために遅延した。10月25日、ハンプトンの4,000名強の部隊が、500名足らずのフランス系カナダ人志願兵とモホーク族からなるシャルル・ド・サラベリーの部隊にシャトーゲーの戦いで打ち破られた。
ウィルキンソンの8,000名の部隊は10月17日に進発したが、悪天候のためにやはり遅れた。ウィルキンソンはハンプトン部隊が遅れていることを知り、イギリス軍のウィリアム・マルカスター大尉とジョセフ・ウォントン・モリソン中佐の部隊が自部隊を追っているという情報を得たので、11月10日、モントリオールからは150km上流のモリスバーグ近くで上陸した。翌11月11日、ウィルキンソンの後衛2,500名がモリソンの800名の部隊とのクライスラー農園の戦いで反撃され大きな損失を負った。ウィルキンソンは、ハンプトンが前進を諦めているのを知り、合衆国領に戻り、冬季宿営地に落ち着いた。ウィルキンソンは1814年のラコール・ミルズの戦いでイギリス軍基地の攻撃に失敗し、辞職した。

## ナイアガラ方面作戦、1814年
1814年の中頃までにアメリカ軍のジェイコブ・ブラウンやウィンフィールド・スコットといった将軍達が、アメリカ軍の戦闘能力と規律を劇的に変革させた。その新しくなった攻撃でナイアガラ半島のエリー砦を占領できた。スコットは、7月5日のチッパワの戦いで同じような戦力のイギリス軍から決定的な勝利を得た。さらに進軍しようとしたが7月25日のランディーズ・レーンの戦いは激しい戦闘後に引き分けに終わった。アメリカ軍は一旦撤退したが、イギリス軍によるエリー砦包囲戦を持ち堪えた。アメリカ軍は食料が不足してきたのでナイアガラ川を越えて撤退することになった。
一方、ナポレオン・ボナパルトの退位により、イギリス軍はウェリントンの部下である4人の有能な将軍達の下に15,000名の将兵を北アメリカに送ってきた。その半分近くは半島戦争の古参兵であり、残りも守備隊から来ていた。この軍隊と共に、合衆国に対して攻勢を掛ける指示書も届いた。イギリス軍の戦略が変わり、アメリカ軍と同じように休戦交渉のための利点を求めるようになった。総督のプレボスト卿はニューヨーク州とバーモント州に対する侵攻の指示を受けた。プレボストはアメリカ軍よりも遙かに強力な大部隊を侵攻させた。しかし、ニューヨーク州プラッツバーグに到着すると、急遽建造された搭載大砲数36門の軍艦コンファイアンスに乗艦したジョージ・ドーニー艦長の率いる艦隊の到着が遅れたので攻撃を見合わせた。プレボストはドーニーに時期尚早の攻撃を掛けさせてしまい、期待していた陸軍の援護を得るのに失敗してしまった。ドーニーは9月11日のプラッツバーグ湾で行われたプラッツバーグの戦い（シャンプレイン湖の戦い）で敗れ、ドーニー自身も戦死した。アメリカ軍はシャンプレイン湖の支配権を確保した。後の大統領セオドア・ルーズベルトは米英戦争の偉大な海軍の勝利と称えた。プレボストは、その上官も驚いたことに、海軍の優位性が無くなったあとではアメリカ領内に留まっているのは危険に過ぎると言って、退却してしまった。プレボストの政敵や軍隊の中の敵が彼の罷免を強いた。ロンドンで開かれた海軍軍法会議では、プラッツバーグ湾敗軍の生き残り士官の証言で、この敗北は基本的にプレボストが艦隊に時期尚早の攻撃を強い、予定された陸軍の援護を得られなかったとした。ところが、プレボスト自身の軍法会議が開かれる前に、プレボストが急死した。カナダ人がブロック指揮下の民兵は功績を挙げたのに、プレボストはできなかったと主張したため、プレボストの評判はさらに下がった。しかし、近年の歴史家はプレボストの評価をより友好的に捉え、ウェリントンとの比較ではなく、アメリカの敵との比較で評価している。限られた資源でカナダを防衛するために採ったプレボストの準備は、活力的であり、着想が良くまた総括的であり、勝ち目の少ない中で、アメリカの侵略を妨げるという重要な目標を成し遂げたとした。

## アメリカ西部、1814年
1813年のヒューロン湖では特に注目すべき事がなかったが、エリー湖の戦いでのアメリカの勝利でこの地域のイギリス軍が孤立していた。冬の間にロバート・マクドウアル中佐指揮のカナダ人部隊がヨークからジョージア湾のノッタワサガを経る新しい補給線を開発した。マクドウアルは補給物資と増援部隊を連れてマキノー砦に行き、さらに西部の交易基地プレーリー・デュ・シエンの最確保に分遣隊を送った。1814年7月20日のプレーリー・デュ・シエンの戦いは、イギリス軍が勝った。
1814年、アメリカ軍はマキノー砦を奪還するために5隻の船で部隊を送った。正規兵と民兵の志願兵の混成部隊は8月4日に島に上陸した。この部隊は急襲も掛けず、マキノー島の戦いでインディアンなどに打ち破られ撤退した。
アメリカ軍は8月13日にノッタワサガ湾に新しい基地を発見し直ぐにその防塁とそこで見つけたスクーナを破壊した。この部隊はミチリマキノーを封鎖するために2隻の砲艦を残してデトロイトに戻った。9月4日、この砲艦がカヌーと小さなボートで忍び寄った敵部隊に乗っ取られた。このヒューロン湖の戦闘の結果、マキノー砦はイギリスの支配のまま残った。
プレーリー・デュ・シエンのイギリス守備隊はザカリー・テイラー少佐の攻撃を凌いだ。この遙か離れた前線ではイギリス軍がインディアンに武器や贈り物を流していたので、戦争終結まで支配を続けた。